# وسیمه
وسیمه (به ایتالیایی: Vesime) یک کومونه در ایتالیا است که در استان آسته واقع شده‌است.

## خصوصیات
وسیمه ۱۳٫۵ کیلومترمربع مساحت و ۶۸۳ نفر جمعیت دارد.